# Veronderstelde wedergeboorte
Veronderstelde wedergeboorte is het idee (veelal in verband gebracht met Abraham Kuyper) dat ouders hun kinderen dienen te dopen op basis van de veronderstelling dat het kind wedergeboren is.
De synode van 1905 van de Gereformeerde Kerken in Nederland, samenkomende te Utrecht, verklaarde:

"dat volgens de Belijdenis onzer Kerken het zaad des verbonds krachtens de belofte Gods te houden is voor wedergeboren en in Christus geheiligd, totdat bij het opwassen uit hun wandel of leer het tegendeel blijkt; dat het echter minder juist is te zeggen, dat de doop aan de kinderen der geloovigen bediend wordt op grond van hunne onderstelde wedergeboorte, omdat de grond van den doop is het bevel en de belofte Gods; dat voorts het oordeel der liefde, waarmede de Kerk het zaad des verbonds voor wedergeboren houdt, geenszins zeggen wil, dat daarom elk kind waarlijk wedergeboren zou zijn, omdat Gods Woord ons leert, dat niet allen Israël zijn, die uit Israël zijn, en van Izak gezegd wordt: in hem zal u het zaad worden genoemd, zoodat in de prediking steeds op ernstig zelfonderzoek moet worden aangedrongen, aangezien alleen wie geloofd zal hebben en gedoopt zal zijn, zal zalig worden."

(...) "Intusschen meent de Synode dat de stelling, dat elk uitverkoren kind daarom reeds vóór den Doop metterdaad wedergeboren zou zijn, noch op grond van de Schrift noch op grond van de Belijdenis te bewijzen is, dewijl God zijne belofte vervult naar zijne vrijmacht op zijnen tijd, hetzij vóór of onder of na den Doop, zoodat het eisch is zich hierover met omzichtigheid uit te laten en niet wijs te willen zijn boven hetgeen God ons heeft geopenbaard." (Acta, artikel 158).

Diverse theologen waren en zijn het niet eens met deze leer, omdat deze – zo stellen zij – gedoopten op "valse grond" zou verzekeren van hun verlossing. Ook menen critici dat predikanten ervan uit zouden gaan dat iedereen in de kerk wedergeboren is, zodat er weinig woordverkondiging meer op onbekeerde personen gericht zou zijn, hoewel het leerstuk van de veronderstelde wedergeboorte uiteraard niet zo bedoeld is.
De latere professor ds. Gerard Wisse heeft in 1920 de Gereformeerde Kerken in Nederland verlaten om over te gaan naar de Christelijke Gereformeerde Kerken, omdat hij bezwaren koesterde tegen de leer van de veronderstelde wedergeboorte.
De Gereformeerde synode van 1942 sprak echter hetzelfde als in 1905 opnieuw uit, maar dan zonder de zinsnede "dat de doop aan de kinderen der geloovigen bediend wordt op grond van hunne onderstelde wedergeboorte, omdat de grond van den doop is het bevel en de belofte Gods". Bovendien bepaalde de synode deze keer "dat in onze kerken niets mag worden geleerd, dat met de betrokken leeruitspraken niet ten volle in overeenstemming is."
Niet zozeer de leer van de veronderstelde wedergeboorte, maar het feit dat deze als enig aanvaardbare uitleg werd opgelegd was de directe aanleiding tot de Vrijmaking van 1944. Hieruit ontstonden de Gereformeerde Kerken (vrijgemaakt) en later de Nederlands Gereformeerde Kerken.